# Aphanius saourensis
Aphanius saourensis är en fiskart som beskrevs av Blanco, Hrbek och Ignacio Doadrio 2006. Aphanius saourensis ingår i släktet Aphanius och familjen Cyprinodontidae. IUCN kategoriserar arten globalt som akut hotad. Inga underarter finns listade i Catalogue of Life.